# بن سياح بلقاسم
بن سياح بلقاسم هو مواطن بوسني سبق أن اعتقل في معتقل غوانتانامو الأمريكي في كوبا.
ولد في الجزائر، وألقي القبض عليه في منزله في البوسنة في 8 أكتوبر 2001، وبعد وقت قصير حدثت هجمات 11 سبتمبر 2001.
وصل بلقاسم إلى غوانتانامو في 21 يناير 2002، حيث ظل معتقلًا لمدة 11 سنوات، و10 شهور، و14 أيام.
في أكتوبر 2008 عُرضت قضيته على المحكمة الجزئية الأمريكية في مقاطعة كولومبيا، والتي أوصت باستمرار احتجازه. وتم إلغاء الحكم في الاستئناف فيما بعد.
اعتقل للاشتباه في التخطيط لتفجير السفارة الأمريكية في البوسنة. وهي القضية المعروفة بالجزائرين الستة. تم إطلاق سراح الخمسة الأخرين في عام 2009، لكن القاضي أمر باستمرار احتجاز بلقاسم. وبعد استئناف الحكم في مقاطعة كولومبيا في 28 يونيو 2010، قال القضاة الثلاثة أنه لا يمكن اعتبار بلقاسم عضوًا في تنظيم القاعدة. وفي 5 ديسمبر 2013، قالت وزارة الدفاع الأمريكية في بيان لها أن بلقاسم قد عاد إلى الجزائر.